# Emiliano Zapata (Zitácuaro)
Emiliano Zapata es una localidad del estado mexicano de Michoacán. Es parte del municipio de Zitácuaro.

## Toponimia
El nombre de la localidad rinde homenaje a Emiliano Zapata, héroe de la Revolución mexicana.

## Demografía
| Gráfica de evolución demográfica |
|                                  |

| Censo | Población |
| ----- | --------- |
| 1940  | 192       |
| 1950  | 253       |
| 1960  | 279       |
| 1970  | 387       |
| 1980  | 477       |
| 1990  | 754       |
| 2000  | 1405      |
| 2010  | 1887      |
| 2020  | 1538      |